# 쿵푸 덩크
《쿵푸 덩크》(功夫灌籃, Kung Fu Dunk)는 중국에서 제작된 주연평 감독의 2008년 코미디, 액션 영화이다. 주걸륜 등이 주연으로 출연하였고 요기위 등이 제작에 참여하였다. 이 영화의 원래 제목은 슬램 덩크(Slam Dunk)였으나 나중에 이 제목은 슬램 덩크 만화 및 애니메이션 시리즈와의 혼동을 피하고자 변경되었다.

## 출연

### 주연
- 주걸륜
- 진초하
- 채탁연

### 조연
- 증지위
- 오맹달
- 진백림
- 이립군

## 기타
- 원작자: 이노우에 다케히코
- 출품인: 양수성
- 출품인: 임중륜
- 출품인: 오돈
- 프로듀서: 양빈
- 프로듀서: 장건민
- 조연출: 이염방
- 조연출: 유소
- 녹음: 두독지
- 특수효과: Jon Cowley
- 특수효과: 필 존스
- 특수효과: 장연명
- 의상: 해중문
- 의상: 진고방
- 무술연출: 정소동
- 소품: 주민
- 소품: 오청담
- 무술조연출: 이과